# Халіде Нусрет Зорлутуна
Халіде Нусрет Зорлутуна (1901, Стамбул, Османська імперія — 10 червня 1984, Стамбул, Туреччина) — турецька поетеса і письменниця.

## Життєпис
Народилася 1901 року в Стамбулі. Батько Халіде, журналіст Мехмет Селім, який був політичним противником партії «Єднання і прогрес», після її приходу до влади зазнав переслідувань, тому Халіде майже його не бачила.
В дитинстві здобула приватну освіту в Кіркуці. Після початку Першої світової війни сім'я Халіде повернулася до Стамбула, там вона вступила до жіночого ліцею в Еренкьої. Під час навчання там вона познайомилася з двома родичками поета Фарука Чамлибеля. Чамлибель написав вірші, в яких висміяв жінок-поетів. У відповідь Зорлутуна з подругами написали свої вірші. Цей випадок приніс поетесі деяку популярність.
Після Першої світової війни вступила до Стамбульського університету. Через нестачу грошей мусила кинути університет і піти працювати вчителькою. У зв'язку з роботою часто переїжджала.
Померла 10 червня 1984 року в Стамбулі.

### Особисте життя
Перебувала в шлюбі з генералом Азізом Веджихі Зорлутуна. Дочка Халіде — письменниця Еміне Ишинсу, також Халіде доводиться тіткою письменниці Пинар Кюр. Її сестра Ісмет Кюр (1916—2013) була педагогинею і журналісткою.

## Творчість
Твори раннього періоду творчості, написані під впливом Мехмета Юрдакула і Ризи Белюкбаші, мають націоналістичний відтінок.
Одним із кращих творів Халіде вважається написана нею у віці 18 років поема «Іди, весно» (тур. Git Bahar). У ній алегорично зображено недавню Першу світову війну, а також окупацію Стамбулу та Ізміру. Оповідач, від імені якого ведеться розповідь у поемі, наказує весні, що наближається, йти геть, заявляючи, що зараз час плакати і молитися, а не сміятися і пити.